# Indian Pacific
Indian Pacific er et transkontinentalt passagertog med én ugentlig afgang mellem Sydney og Perth i Australien. Toget kørte første gang februar 1970 efter omlægningen af sporvidden i South og Western Australia.
Ruten omfatter verdens længste lige jernbanespor, der ligger på en 478 kilometer lang strækning gennem Nullarbor Plain. I 1983 blev togets strækning udvidet til også at omfatte Adelaide. Oprindeligt tog det 75 timer at køre den 4.352 kilometer lange strækning, men med forbedringer i linjeføringen samt i effektiviteten tager turen i dag 65 timer.
Toget har i dag fire klasser, der markedsføres som Platinum, Gold Service, Red Service Sleeper og Red Service Daynighter samt en biltogservice til at transportere passagerernes biler.
I februar 1993 blev toget en del af Australian National Railways Commission, og oktober 1997 blev toglinjen solgt til Great Southern Rail.